# Torii Tadaharu
Torii Tadaharu (鳥居 忠春, , 1624 - 02 de setembro de 1663), foi um samurai que viveu no Período Edo da História do Japão, que governou o Domínio de Takatō na Província de Shinano (atual Nagano). Tadaharu era o terceiro filho de Torii Tadamasa, Daimyō do Domínio de Yamagata. Como seu pai morreu antes de seu sucessor foi nomeado de entre seus filhos, as terras do Clã Torii foram confiscados. No entanto, por causa do serviço distinto presstado por seu avô Torii Mototada, Tadaharu foi feito Daimyō de Takatō, com uma renda de 32.000 koku .
Tadaharu foi famoso por seu governo rígido em Takatō, que logo se tornou opressivo, especialmente depois que matou sete de seus vassalos mais antigos que o admoestaram. Muitos dos camponeses de Takatō fugiram para o território tenryō (controlados diretamente pelo Shōgun) em 1654. Em 1663, enquanto servia no Castelo de Osaka, Tadaharu foi assassinado pelo seu médico Matsui Jukaku .
A liderança do clã foi passado para o filho mais velho de Tadaharu, Tadanori.
| Precedido por Torii Tadatsune  | Líder do Clã Torii 1636-1663 | Sucedido por Torii Tadanori |
| Precedido por Hoshina Masayuki | Daimyō de Takatō 1636-1663   | Sucedido por Torii Tadanori |